# بیمه مسئولیت
بیمه مسئولیت (به انگلیسی: Liability insurance) بخشی از سیستم بیمه‌های عمومی است، که به‌طور مستقیم در تنظیم روابط اجتماعی افراد جامعه، شناخت افراد از حقوق و مسئولیت‌های یکدیگر و تأمین امنیت حرفه‌ای مشاغل و فعالیت‌ها، تأثیرگذار می‌باشد.
به‌طور کلی اگر چه بیمه مسئولیت، تأمینی برای اشخاص ثالث در قبال مخاطرات ناشی از فعالیت و زیست بیمه شونده می‌باشد، اما بیمه‌گذار با توجه به جبران خسارت از سوی بیمه‌گر (شرکت بیمه) آرامش و اطمینان خاطری در زمان فعالیت خود کسب خواهد نمود.
زیر شاخه‌های بیمه مسئولیت عبارتند از: بیمه مسئولیت عمومی، بیمه مسئولیت حرفه‌ای، بیمه مسئولیت تولیدکنندگان و بیمه مسئولیت کارفرما در مقابل کارکنان.